# Laura Gauché
Laura Gauché (* 4. März 1995 in Moûtiers) ist eine französische Skirennläuferin. Sie ist auf die Disziplinen Abfahrt und Super-G spezialisiert.

## Biografie
Gauché absolvierte im März 2011 erstmals ein FIS-Rennen; im Super-G von Megève belegte sie Platz 49. Ihr Debüt im Europacup gab sie im Februar 2012, als sie im Super-G von Jasná 48. wurde. Ihre ersten Europacuppunkte sammelte Gauché als 19. in der Abfahrt von St. Moritz im Dezember desselben Jahres. Im Januar 2014 gab sie in der Abfahrt von Zauchensee schließlich auch ihr Weltcupdebüt. Im Februar 2016 konnte sie ihren ersten Podestplatz im Europacup erreichen; im Super-G von Davos belegte sie Rang 2. Ihre ersten Weltcuppunkte holte Gauché im Januar 2017 im Super-G von Garmisch-Partenkirchen, wo sie 26. wurde. Im folgenden Monat war sie in Crans-Montana auch erstmals im Weltcup in der Kombination in den Punkterängen.
In der Saison 2017/18 bestritt sie im Weltcup alle Rennen der Disziplinen Abfahrt, Super-G und Kombination; dabei erreichte sie vier Top-20 Plätze. Bei den Olympischen Winterspielen 2018 in Pyeongchang wurde sie 22. in der Abfahrt und 12. in der Kombination. In der folgenden Saison konnte sie sich wegen des Ausbleibens guter Resultate nicht für die Weltmeisterschaften 2019 in Åre qualifizieren. Im Februar musste sie wegen einer Knieverletzung die Saison vorzeitig beenden.
In ihrer Comeback-Saison 2019/20 war ihre bestes Weltcup-Resultat ein 18. Platz in der Kombination von Crans Montana am 23. Februar 2020; in der Kombination von Altenmarkt-Zauchensee landete sie zwar im Super-G auf Platz 13, aber nach dem Slalom fiel sie in der Kombinationswertung auf Platz 27 zurück. Daneben bestritt sie auch sechs FIS-Rennen, bei denen sie einen Super-G gewinnen konnte (5. März 2020 in Antagnod, Italien) und zweimal zweite wurde (14. Januar 2020 in Spital am Pyhrn, Österreich, und 6. März 2020 in Antagnod, Italien).
In der Saison 2020/21 verletzte sie sich am 18. Dezember in der Abfahrt von Val d’Isère. Sie konnte aber bereits Anfang Januar an den Speed-Bewerben von St. Anton teilnehmen und erreichte am 9. Januar 2021 in der Abfahrt Platz 25 und tags darauf im Super-G Platz 20. Einen weiteren Top-20 Platz verbuchte sie im Super-G von Crans Montana am 24. Januar 2021. Bei den Weltmeisterschaften 2021 in Cortina d’Ampezzo wurde sie 26. im Super-G, 20. in der Abfahrt und 7. in der Kombination (mit den Plätzen 10 im Super-G und 6 im Slalom).
In der Saison 2021/22 kam sie am 18. Dezember 2021 in Val d’Isère, wo sie sich auf den Tag genau ein Jahr zuvor verletzt hatte, als 14. ins Ziel, und am nächsten Tag fuhr sie dort auf den 17. Platz. im Super-G. Am 16. Januar 2022 erreichte sie in Altenmarkt-Zauchensee mit Platz 5 im Super-G ihr erstes Top-10-Resultat im Weltcup. Die erste Podestplatzierung gelang ihr am 26. Februar 2023 in der Abfahrt von Crans-Montana.

## Erfolge

### Olympische Spiele
- Pyeongchang 2018: 12. Alpine Kombination, 22. Abfahrt
- Peking 2022: 8. Alpine Kombination, 10. Abfahrt, 16. Super-G

### Weltmeisterschaften
- Cortina d’Ampezzo 2021: 7. Alpine Kombination, 20. Abfahrt, 26. Super-G
- Méribel 2023: 7. Alpine Kombination, 12. Abfahrt, 14. Super-G
- Saalbach-Hinterglemm 2025: 13. Super-G, 13. Team-Kombination, 20. Abfahrt

### Weltcup
- 12 Platzierungen unter den besten zehn, davon 1 Podestplatz

### Weltcupwertungen
| Saison  | Gesamt | Gesamt | Abfahrt | Abfahrt | Super-G | Super-G | Kombination | Kombination |
| Saison  | Platz  | Punkte | Platz   | Punkte  | Platz   | Punkte  | Platz       | Punkte      |
| ------- | ------ | ------ | ------- | ------- | ------- | ------- | ----------- | ----------- |
| 2016/17 | 102.   | 19     | –       | –       | 47.     | 11      | 45.         | 8           |
| 2017/18 | 65.    | 94     | 36.     | 26      | 30.     | 49      | 25.         | 19          |
| 2018/19 | 100.   | 22     | 43.     | 9       | 38.     | 13      | –           | –           |
| 2019/20 | 97.    | 25     | –       | –       | 46.     | 8       | 26.         | 17          |
| 2020/21 | 64.    | 61     | 37.     | 17      | 28.     | 44      | –           | –           |
| 2021/22 | 37.    | 238    | 28.     | 86      | 19.     | 152     | –           | –           |
| 2022/23 | 36.    | 247    | 18.     | 150     | 22.     | 97      | –           | –           |
| 2023/24 | 30.    | 293    | 17.     | 161     | 18.     | 132     | –           | –           |

### Europacup
- Saison 2015/16: 8. Super-G-Wertung
- 2 Podestplätze

### Juniorenweltmeisterschaften
- Québec 2013: 20. Abfahrt, 25. Super-G
- Jasná 2014: 13. Super-G, 24. Abfahrt, 28. Super-Kombination
- Hafjell 2015: 21. Abfahrt, 25. Super-G
- Sotschi 2016: 10. Kombination, 10. Super-G, 13. Riesenslalom, 19. Abfahrt

### Weitere Erfolge
- 4 Siege in FIS-Rennen
- South American Cup: 5 Platzierungen unter den besten 10
- 1 Sieg bei ausländischen Meisterschaften